# Dasyhesma robusta
Dasyhesma robusta är en biart som beskrevs av Michener 1965. Dasyhesma robusta ingår i släktet Dasyhesma och familjen korttungebin. Inga underarter finns listade i Catalogue of Life.

## Bildgalleri

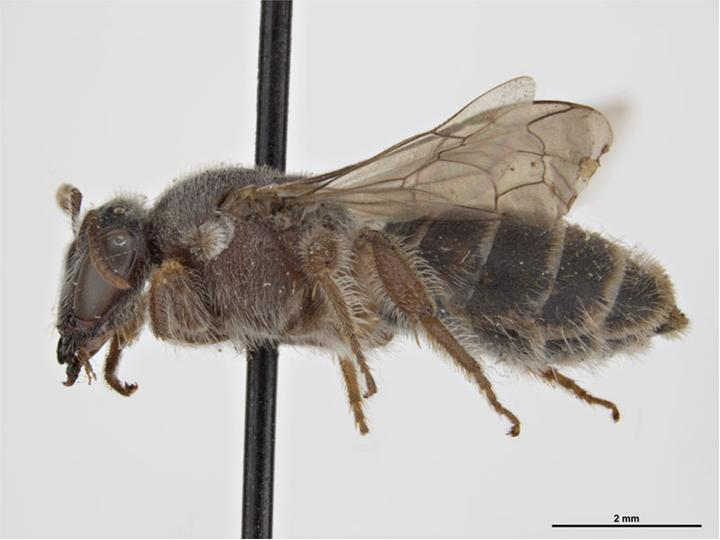